# 蓋瑞·斯塔爾
蓋瑞·斯塔爾（法語：Gary Stal；1992年2月9日—）是一位法國高爾夫球運動員。他現在參加高爾夫球歐洲巡迴賽的賽事。2015年1月18日，他贏得了自己的首個大賽冠軍。

## 外部連結
- 官方网站
- 蓋瑞·斯塔爾在歐洲巡迴賽官方網站
- 蓋瑞·斯塔爾在男子高爾夫世界排名的官方網站